# Jyrki Jokipakka
Jyrki Jokipakka (* 20. August 1991 in Tampere) ist ein finnischer Eishockeyspieler, der seit Juli 2025 bei Tappara Tampere aus der finnischen Liiga unter Vertrag steht und dort auf der Position des Verteidigers spielt. Zuvor war Jokipakka unter anderem für die Dallas Stars, Calgary Flames und Ottawa Senators in der National Hockey League (NHL) aktiv.

## Karriere

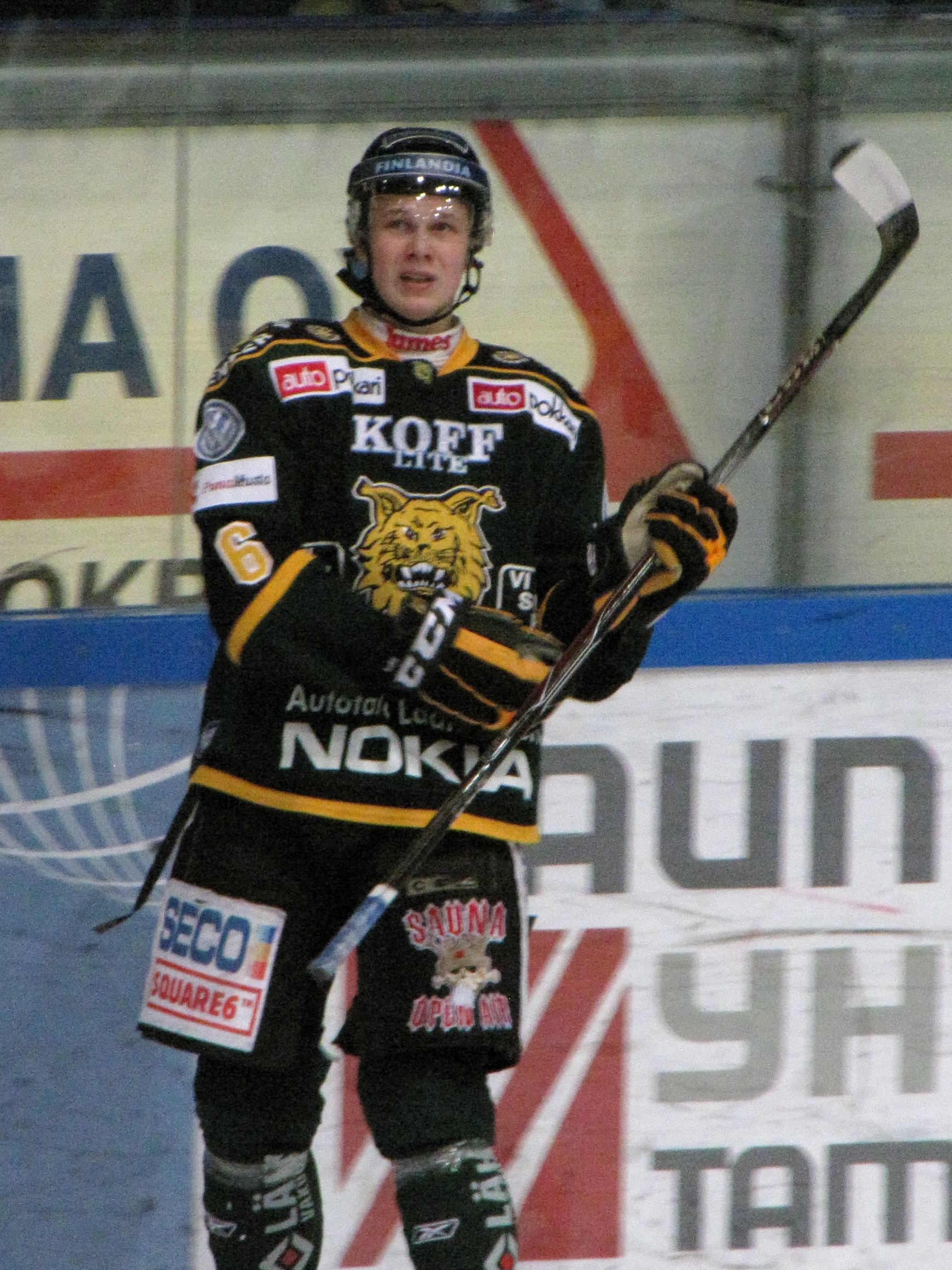
Jokipakka im Trikot von Tampereen Ilves (2011)

Jokipakka wurde in Tampere geboren und durchlief die Jugendabteilungen von Tampereen Ilves, dem Eishockeyklub seiner Heimatstadt. Bereits in der Saison 2008/09 – im Alter von 17 Jahren – debütierte er für die U20 von Ilves in der Nuorten SM-liiga, der höchsten Juniorenliga Finnlands. Nachdem er die Spielzeit 2009/10 komplett in dieser Spielklasse verbracht und sieben Mal für die finnische U19-Nationalmannschaft auf dem Eis gestanden hatte, gab er in der Saison 2010/11 sein Profidebüt. Neben wenigen Einsätzen für Lempäälän Kisa und die finnische U20-Nationalmannschaft in der Mestis, der zweithöchsten finnischen Liga, etablierte sich der Verteidiger direkt im Kader von Tampereen Ilves und kam auf 48 Spiele sowie neun Scorerpunkte in der SM-liiga. Nach der Saison wurde er im NHL Entry Draft 2011 in der siebten Runde an der 195. Position von den Dallas Stars aus der National Hockey League (NHL) sowie im KHL Junior Draft 2011 in der fünften Runde an der 134. Stelle vom HK Awangard Omsk aus der Kontinentalen Hockey-Liga (KHL) ausgewählt. In der folgenden Saison 2011/12 kam Jokipakka auf 52 Einsätze für Tampereen Ilves und erzielte dabei 17 Scorerpunkte.
Im Juni 2012 statteten ihn die Dallas Stars mit einem auf drei Jahre befristeten Einstiegsvertrag aus, verliehen ihn jedoch vorerst für ein Jahr an Tampereen Ilves, um ihm weiterhin Spielpraxis zu gewähren. Somit wechselte der Verteidiger erst zur Vorbereitung auf die Saison 2013/14 fest nach Nordamerika und wurde von den Dallas Stars vorerst an die Texas Stars, deren Farmteam aus der American Hockey League (AHL), abgegeben. Dort verbrachte der Finne in der Folge die gesamte Spielzeit und gewann mit der Mannschaft am Ende der Playoffs den Calder Cup. In der Spielzeit 2014/15 etablierte sich Jokipakka in der NHL, in der er – neben 19 AHL-Einsätzen – 51 Spiele absolvierte und dabei auf zehn Scorerpunkte kam.
Nach knapp vier Jahren in der Organisation der Dallas Stars wurde Jokipakka im Februar 2016 samt Brett Pollock und einem erfolgsabhängigen Zweitrunden-Wahlrecht für den NHL Entry Draft 2016 an die Calgary Flames abgegeben. Im Gegenzug wechselte Kris Russell nach Dallas. Aus dem Zweitrunden-Wahlrecht sollte dabei eines für die erste Draftrunde desselben Jahres werden, falls Dallas in den Playoffs das Finale der Western Conference erreicht und Russell dabei mindestens die Hälfte der Spiele absolviert. Dies geschah in der Folge nicht.
Zur Trade Deadline am 1. März 2017 wurde Jokipakka nach etwa einem Jahr in Calgary samt einem Zweitrunden-Wahlrecht für den NHL Entry Draft 2017 an die Ottawa Senators abgegeben. Im Gegenzug wechselten Curtis Lazar und Michael Kostka zu den Flames. Dort fand sich der Finne aber zumeist auf der Tribüne wieder und bestritt lediglich drei weitere Saisonspiele, sodass er sich nicht für eine Vertragsverlängerung empfehlen konnte. Im September 2017 fand er in den Washington Capitals, die ihn auf Probe verpflichteten, einen neuen Arbeitgeber, allerdings verpflichteten diese ihn schließlich nicht. In der Folge entschloss sich der Finne im Oktober 2017 zu einem Wechsel zum HK Sotschi in die KHL. Für den Klub von der Schwarzmeerküste spielte er bis 2019 und absolvierte dabei 104 KHL-Partien. Im August 2019 wechselte er innerhalb der KHL zum HK Sibir Nowosibirsk und spielte dort bis Anfang März 2022, ehe er infolge des russischen Überfalls auf die Ukraine den Verein umgehend verließ. Der Verteidiger kehrte zur Saison 2022/23 zu seinem Ausbildungsverein nach Tampere zurück und verbrachte dort das Spieljahr.
Zur Saison 2023/24 gaben die Adler Mannheim aus der Deutschen Eishockey Liga (DEL) die Verpflichtung des Finnen bekannt, der schließlich zwei Spielzeiten für die Mannheimer auflief. Im Sommer 2025 kehrte Jokipakka erneut in seine finnische Heimat zurück, wo er diesmal in Liiga-Teilnehmer Tappara einen neuen Arbeitgeber fand.

### International

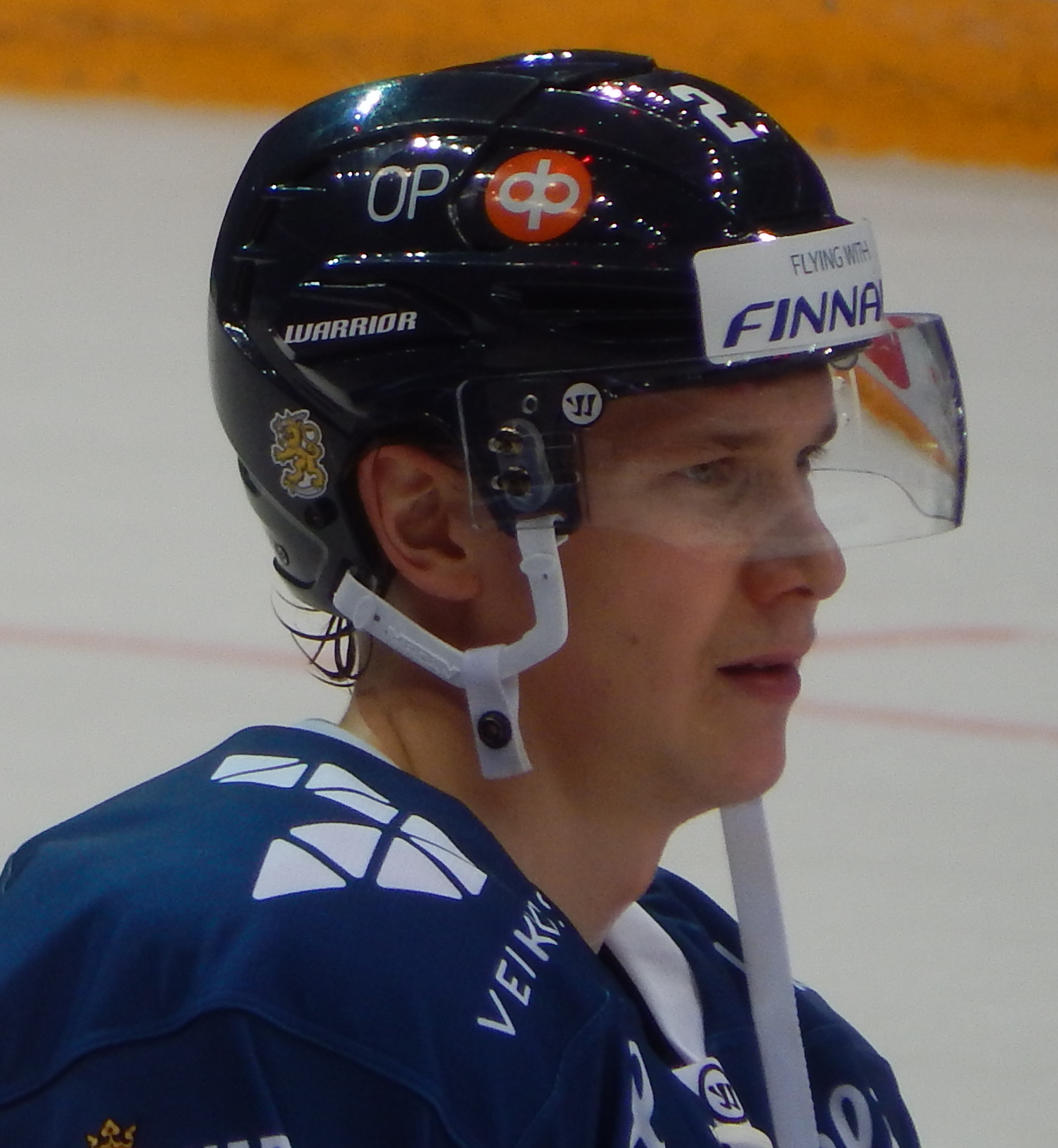
Jokipakka im Einsatz für die finnische Nationalmannschaft (2017)

Jokipakka nahm Über den Jahreswechsel 2010/11 an der U20-Junioren-Weltmeisterschaft 2011 teil und belegte dort mit der Mannschaft den sechsten Platz. Für die finnische Nationalmannschaft debütierte der Abwehrspieler bei der Weltmeisterschaft 2015, wo er erneut den sechsten Platz belegte. Im September 2016 vertrat er sein Heimatland beim World Cup of Hockey 2016, schied mit der Mannschaft jedoch bereits in der Gruppenphase aus.

## Erfolge und Auszeichnungen
- 2014 Calder-Cup-Gewinn mit den Texas Stars
- 2020 Teilnahme am KHL All-Star Game

## Karrierestatistik

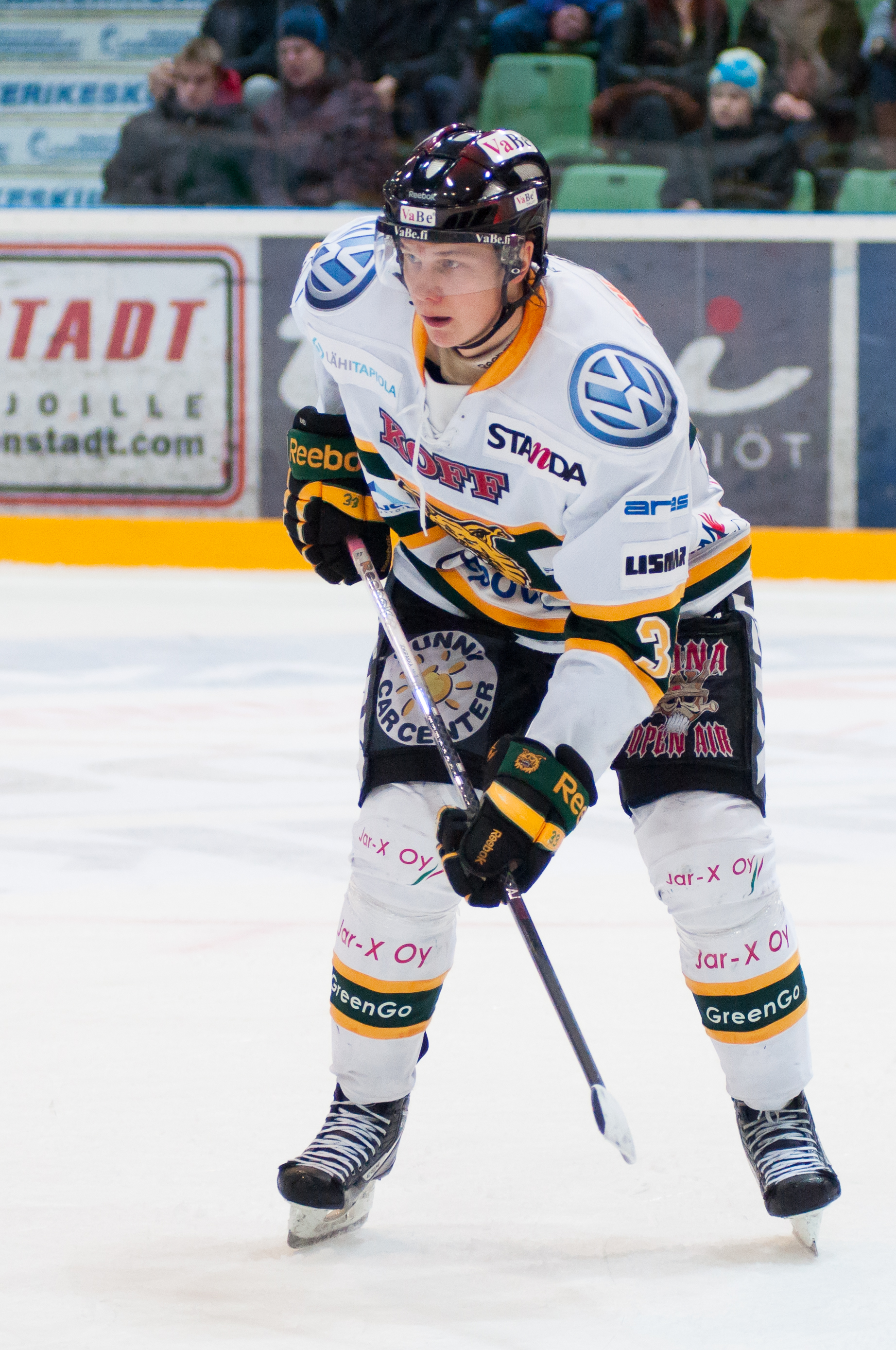
Jokipakka als Spieler von Tampereen Ilves (2012)

Stand: Ende der Saison 2024/25

### International
Vertrat Finnland bei:
- U20-Junioren-Weltmeisterschaft 2011
- Weltmeisterschaft 2015
- World Cup of Hockey 2016

(Legende zur Spielerstatistik: Sp oder GP = absolvierte Spiele; T oder G = erzielte Tore; V oder A = erzielte Assists; Pkt oder Pts = erzielte Scorerpunkte; SM oder PIM = erhaltene Strafminuten; +/− = Plus/Minus-Bilanz; PP = erzielte Überzahltore; SH = erzielte Unterzahltore; GW = erzielte Siegtore; 1 Play-downs/Relegation; Kursiv: Statistik nicht vollständig)